# Литвинов Федір Павлович
Федір Павлович Литвинов (12 квітня 1912, село Великомихайлівка, Курська губернія — 1 липня 2007, Одеса) — гвардії полковник Радянської Армії, учасник Великої Вітчизняної війни, Герой Радянського Союзу (1945).

## Біографія
Федір Литвинов народився 12 квітня 1912 року в селі Великомихайлівка (нині Новооскольський район Білгородської області). Після закінчення середньої школи переїхав до Харкова, де працював бригадиром столярів на заводі «Серп та Молот». В 1932 Литвинов був призваний на службу в Робочо-селянську Червону Армію. Закінчив Харківську військову авіаційну школу льотчиків. Брав участь у польському поході та радянсько-фінській війні. З першого дня Другої світової війни — на її фронтах. 7 липня 1941 був підбитий, але, незважаючи на важкі поранення і опіки, зумів долетіти до лінії фронту. 1943 року Литвинов прискореним курсом закінчив Військово-повітряну академію. 11 липня 1943 року знову був збитий і важко поранений, але встиг вистрибнути з парашутом.
До кінця квітня 1945 року гвардії майор Федір Литвинов командував ескадрильєю 162-го гвардійського бомбардувального авіаполку 8-ї гвардійської бомбардувальної авіадивізії 6-го гвардійського бомбардувального авіакорпусу 2-ї повітряної армії 1-го Українського фронту. На той час він здійснив 83 бойові вильоти. 22 квітня 1945 року під містом Райхенбах Литвинова втретє за війну було підбито і важко поранено, але продовжив виконання завдання, довівши свою групу до мети та успішно повернувшись на аеродром.
Указом Президії Верховної Ради СРСР від 27 червня 1945 року за «мужність і героїзм, виявлені при завданні бомбових ударів по ворогові» майор Федір Литвинов був удостоєний звання Героя Радянського Союзу з врученням ордена Леніна та медалі «Золота Зірка».
Після закінчення війни Литвинов продовжив службу у Радянській Армії. Закінчив курси удосконалення офіцерського складу. 1961 року в званні гвардії полковника Литвинова було звільнено в запас. Жив у Одесі, працював начальником відділу кадрів на заводі. Активно займався громадською діяльністю. Написав 6 книг спогадів під загальною назвою «Герої та подвиги».
Помер у 2007 році, похований на 2-му Християнському цвинтарі Одеси.
Був також нагороджений двома орденами Червоного Прапора, орденом Олександра Невського, двома орденами Вітчизняної війни 1-го ступеня, орденом Червоної Зірки, українським орденом Богдана Хмельницького 2-го ступеня та низкою медалей.